# Distichophyllum nanospathulatum
Distichophyllum nanospathulatum är en bladmossart som beskrevs av Theodor Carl Karl Julius Herzog 1954. Distichophyllum nanospathulatum ingår i släktet Distichophyllum och familjen Hookeriaceae. Inga underarter finns listade i Catalogue of Life.